# Quinto Servilio Ahala
Quinto Servilio Ahala (fl. IV secolo a.C.) è stato un politico romano.

## Biografia

### Primo consolato
Nel 365 a.C. fu eletto console con il collega Lucio Genucio Aventinense.
Il consolato, tranquillo dal punto di vista militare, fu segnato da una grave pestilenza che imperversò a Roma, causa della morte di Marco Furio Camillo.
(Tito Livio, Ab Urbe condita, VII, 1)

### Secondo consolato
Nel 362 a.C. fu eletto console con il collega, console plebeo, Lucio Genucio Aventinense.
Servilio nominò Appio Claudio Crasso Inregillense dittatore, dopo che Lucio Genucio fu ucciso durante la campagna militare contro gli Ernici.
A quest'anno Livio fa risalire l'episodio leggendario di Marco Curzio, che si sacrificò, gettandosi in una voragine che si era aperta nel Foro Romano.

### Dittatura
Nel 360 a.C. fu eletto dittatore, per combattere contro i Galli, che erano accorsi in aiuto dei Tiburtini, attaccati dalle forze romane, condotte dal console Gaio Petelio Libone Visolo. Scelse come magister equitum Tito Quinzio Peno Capitolino Crispino.
Quinto Servilio condusse l'esercito romano alla vittoria contro i Galli, nello scontro che si svolse vicino a Porta Collina.
Collina. I cittadini impiegarono tutte le loro forze combattendo al cospetto di genitori, mogli e figli: se questi erano già un incentivo fortissimo anche lontani dalla vista, ora, posti di  fronte agli occhi, infiammarono gli animi dei soldati toccandone il senso dell'onore e l'amore verso la famiglia. Le perdite furono numerosissime da entrambe le parti, ma alla fine l'esercito dei Galli venne respinto.»
(Tito Livio, Ab Urbe condita, VII, 11.)

### Altro
Nel 351 a.C. fu scelto come Magister Equitum dal dittatore Marco Fabio Ambusto.

### Terzo consolato
Nel 342 a.C. fu eletto console con il collega Gaio Marcio Rutilo. Mentre il collega prendeva il comando delle truppe stanziate vicino a Capua, per la prima guerra sannitica, a Quinto Servilio fu affidata la difesa di Roma.